# École de Nice
L'École de Nice est un courant artistique qui s'est développé à Nice à partir de la fin des années 1950 et qui a regroupé de nombreux artistes devenus internationaux. Elle s'inscrit à la croisée de plusieurs mouvements comme le Nouveau réalisme, Fluxus, Supports/Surfaces...

## Artistes ayant appartenu à l'École de Nice (historique)
L'histoire de l'École de Nice pour sa constitution consciente et son activité créatrice originale est principalement comprise du début des années 1960 à 1975. 
La première exposition organisée qui en rend compte, à la galerie Alexandre de La Salle à Vence, en février 1967, présente notamment Marcel Alocco, Arman, Albert Chubac, Jean-Claude Farhi, Claude Gilli, Yves Klein, Robert Malaval, Martial Raysse, Ben (Vautier) et Bernar Venet. S'ajouteront ensuite, au fil des activités, principalement par les expositions de Ecole de Nice de 1977 et 1987 Galerie de La Salle à Saint-Paul de Vence,  Serge Oldenbourg (Serge III), Pierre Pinoncelli, Bernard Pagès, Noël Dolla, Sacha Sosno, Martin Miguel, Max Charvolen, Vivien Isnard, Serge Maccaferri, Louis Chacallis, Jean Mas. Certains ajoutent NIki de Saint Phalle, très présente dans la collection du Mamac, et tardivement Nivèse. Signalons les participations en mars 1968 à l'initiative d'ouverture de  M. Alocco de : Daniel Biga, Noël Dolla, Ernest Pignon (pas encore Pignon-Ernest) Patrick Saytour, et Claude Viallat,  avec Alocco, Serge III, Jean-Jacques Strauch, à l'exposition "Nouvelles tendances de L'Ecole de Nice" à Lyon chez Guinochet. 
Conçue par Ben Vautier, auteur d'un catalogue à son image, l'exposition « À propos de Nice » conçue par lors de l'inauguration du Centre Beaubourg en 1977 donne une vision assez confuse de l'ensemble, mais marque aussi la dispersion du foyer initial. 
George Brecht et Robert Filliou, présents à Villefranche-sur-Mer de 1965 à 1968 avec La Cédille qui sourit, ont eu une influence certaine, renforçant la présence dans l'École de Nice du groupe Fluxus niçois. 
Les lieux comme le Laboratoire 32 de Ben à partir de 1958, la galerie Alexandre de La Salle à Vence puis à Saint-Paul de Vence, la librairie-galerie Jacques Matarasso, et plus tard la galerie Ferrero à Nice, les publications Identités (1962-1966) et Open (1967-1968) ont été importants dans les activités des avant-gardes du temps École de Nice.
On ajoute parfois Louis Cane, Erik Dietman, Claude Viallat, Jacques Martinez, et parfois Niki de Saint Phalle qui ont participé ponctuellement ou plus tard aux activités niçoises sans faire partie du groupe qui a constitué de 1967 à 1977 le noyau historique constant des expositions École de Nice.